# كوليسيفيلام
كوليسيفيلام هو أحد منحيات حامض الصفراء، حيث يقوم بالارتباط بسائل الصفراء في الجهاز الهضمي لمنع إعادة امتصاصه. فهو راتنج تبادل أيوني قوي، مما يعني أنه يمكنه مبادلة أيونات الكلوريد مع أيونات أحماض الصفراء السالبة في القناة الهضمية وتربط بينهم بقوة في تركيبة الراتنج.
كما يعتبر كوليسيفيلام راتنج تبادل أيوني من النوع القاعدي.
كوليسيفيلام يقوم بإزالة أحماض الصفراء من الجسم عن طريق تشكيل المجمعات غير قابلة للذوبان مع الأحماض الصفراوية في الأمعاء، والتي تفرز ثم في البراز. عند إفراز أحماض الصفراء، يتم تحويل الكوليسترول في البلازما إلى حمض الصفراء لاستعادة مستويات حمض الصفراء. هذا التحويل من الكوليسترول إلى أحماض الصفراء يخفض تركيز الكوليسترول في البلازما.

## تاريخه
تم إنتاجه أول مرة من قبل شركة جينزيم (Genzyme)، إحدى شركات سانوفي (Sanofi) حاليا واسمه التجاري (كوليستاجيل - Cholestagel)، وتم تسويقه في الولايات المتحدة من قبل شركة دايتشي سانكيو (Daiichi Sankyo) اليابانية تحت اسم (ويلكول - WelChol).
متوفر على أقراص (625 ملغ).

## التركيب
مكونات البوليمر المكون لكوليسيفيلام هي كما موضحة في الصورة:
- ن-بروب-2-إنيلديكان-1-أمين (N-prop-2-enyldecan-1-amine)
- ثلاثي مثيل-[6-(بروب-2-إنيلامينو)هيكسيل]أزانيوم (trimethyl-[6-(prop-2-enylamino)hexyl]azanium)
- بروب-2-ين-1-أمين (prop-2-en-1-amine)
- 2-(كلورومثيل)أوكسيران (2-(chloromethyl)oxirane)
- حمض الهيدروكلوريك hydrogen chloride
- أيون كلوريد chloride

## الاستخدامات العلاجية
تستخدم منحيات حامض الصفراء مثل كوليستيبول لعلاج ارتفاع الكولسترول.

## الجرعة
- وحده: يؤخذ بجرعة 3,75 غم مرة واحدة أو مقسمة على جرعتين. الجرعة القصوى هي 4,375 غم يوميا.
- مع ادوية أخرى: مثل إما أحد الستاتينات أو إزيتمايب أو كلاهما، فيؤخذ بجرعة 2,5 إلى 3,75 غم يوميا جرعة واحدة أو مقسمة على جرعتين.

## الأعراض الجانبية
- زيادة في إنتاج اللايبوبروتين VLDL والجليسيريد الثلاثي.
- أعراض اضطرابات في الجهاز الهضمي.
- سوء امتصاص لعدد من الفيتامينات خصوصا الدهنية منها مثل فيتامينات (A، D، E، K).
- صداع.
- زيادة في تركيز الإنزيم ترانسأمينيز.